# Florin Tene
Alexandru Florin Tene (ur. 10 listopada 1968 w Bukareszcie) – piłkarz rumuński grający na pozycji bramkarza. Od 2013 roku trener bramkarzy w Steaua Bukareszt.

## Kariera klubowa
Swoją przygodę z piłką Tene rozpoczął w Dinamie Bukareszt. 18 czerwca 1987 zadebiutował w jego barwach w spotkaniu ze Sportulem Studențesc, przegranym 4:5. Był to jego jedyny mecz w tamtym sezonie w Dinamie i latem odszedł do drugoligowego Autobuzulu Bukareszt. Następnie w latach 1990–1991 był bramkarzem Glorii Bystrzyca, a w 1992 roku wrócił już do Dinama pełniąc rolę pierwszego golkipera drużyny. W 1992 roku został mistrzem, a w 1993 roku wicemistrzem Rumunii. Latem znów był piłkarzem Glorii, a w sezonie 1993/1994 zdobył nawet gola i Puchar Rumunii.
Latem 1994 Tene ponownie był zawodnikiem Dinama, jednak po półtora roku odszedł do Rapidu Bukareszt. Tam spędził dwa lata nie osiągając większych sukcesów i w 1997 roku trafił do tureckiego Karabüksporu. W 1998 roku wrócił do Rumunii i przez rok bronił bramki Steauy Bukareszt. W kolejnym sezonie grał w Rocarze Bukareszt, a następnie w FC Argeș Pitești, a karierę kończył w 2001 roku w Dinamie.

## Kariera reprezentacyjna
W reprezentacji Rumunii Tene zadebiutował 26 sierpnia 1992 w wygranym 2:0 towarzyskim meczu z Meksykiem. W 1996 roku został powołany przez Anghela Iordănescu do kadry na Mistrzostwa Europy w Anglii. Na tym turnieju był rezerwowym dla Bogdana Stelei i Florina Prunei. W kadrze narodowej zagrał 6 razy.